# Modulo di deformazione lineare
In cartografia, il modulo di deformazione lineare è l'indice di deformazione degli elementi lineari sulla carta ed è espresso mediante il rapporto tra la distanza di due punti su una carta geografica rispetto alla loro distanza sulla sfera rappresentativa. Esso dipende sia dalla posizione del punto che dalla direzione lungo la quale è calcolato. Si parla di "deformazione lineare" in quanto proiettando delle distanze da una superficie sferoidale (costituita dalla Terra) ad una superficie piana (costituita dal foglio di carta) si ha (sul piano) una deformazione, che viene detta appunto "deformazione lineare".
Se indichiamo con {\displaystyle dS_{e}} un archetto infinitesimo di geodetica sull'ellissoide e con {\displaystyle dS_{c}} il corrispondente sulla carta, il rapporto
{\displaystyle m_{L}={dS_{c} \over dS_{e}}}
viene detto modulo di deformazione lineare.
Ciò implica che ad un cerchio infinitesimo tracciato sull'ellissoide corrisponda un’ellisse infinitesima sul piano della carta (detta ellisse indicatrice di Tissot o ellisse indicatrice dei moduli perché indica le modifiche subite nei dintorni di un punto {\displaystyle P} a seguito della rappresentazione cartografica). In ogni punto il raggio vettore dell’ellisse rappresenta l’inverso del modulo di deformazione lineare, per cui le direzioni degli assi di questa ellisse sono quelle in cui {\displaystyle m_{L}} assume valore massimo e minimo. Tale modulo dipende sia dalla scala di rappresentazione sia dal tipo di proiezione cartografica adottata per la rappresentazione.
Nella Rappresentazione di Gauss il modulo di deformazione lineare {\displaystyle m_{G}} (diverso da punto a punto) è uguale in tutte le direzioni uscenti da un punto (ovvero modulo di deformazione costante nell'intorno infinitesimo del punto) ed è uguale a:
{\displaystyle m_{G}=1+{1 \over 2}\lambda ^{2}\cos ^{2}\varphi }   ,
dove:
- λ: Longitudine ellissoidica: angolo diedro che si forma tra il piano meridiano di riferimento e il piano meridiano passante per {\displaystyle P};
- {\displaystyle \varphi }: Latitudine ellissoidica: angolo che la normale n all’ellissoide, passante per {\displaystyle P}, forma con il piano equatoriale.

## Dimostrazione matematica

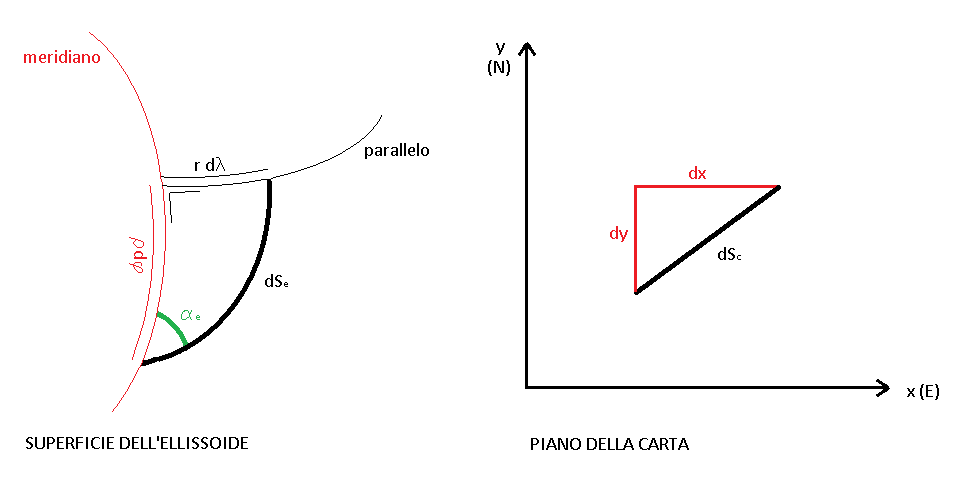
Passaggio dalla superficie dell'ellissoide al piano della carta

Data la definizione di modulo di deformazione lineare pari a:
{\displaystyle m_{L}={dS_{c} \over dS_{e}}}
- {\displaystyle dS_{c}}= distanza infinitesima sulla carta
- {\displaystyle dS_{e}}= distanza infinitesima sull'ellissoide di partenza

Notiamo che le grandezze che entrano in gioco sono l'arco di dimensione infinitesime sull'ellissoide e la relativa rappresentazione sulla carta.
Utilizzando il teorema di Pitagora posso ricavare i seguenti valori delle grandezze: 
- {\displaystyle dS_{e}^{2}=\rho ^{2}d\phi ^{2}+r^{2}d\lambda ^{2}}
- {\displaystyle dS_{c}^{2}=dx^{2}+dy^{2}}

dove {\displaystyle \varphi } è uguale alla Latitudine, {\displaystyle \lambda } corrisponde alla Longitudine.
Però la rappresentazione sul piano dell'ellissoide è data da {\displaystyle f(n)={\begin{cases}x=f(\phi ,\lambda )\\y=f(\phi ,\lambda )\end{cases}}}
Quindi per la distanza infinitesima sulla carta avrò {\displaystyle f(n)={\begin{cases}dx={dx \over d\varphi }d\varphi +{dx \over d\lambda }d\lambda \\dy={dy \over d\varphi }d\varphi +{dy \over d\lambda }d\lambda \end{cases}}}
Ora posso sostituire {\displaystyle dx} e {\displaystyle dy} nella equazione di {\displaystyle dS_{c}^{2}}
Perciò {\displaystyle dS_{c}^{2}={\Bigl (}{dx \over d\varphi }d\varphi +{dx \over d\lambda }d\lambda {\Bigr )}^{2}+{\Bigl (}{dy \over d\varphi }d\varphi +{dy \over d\lambda }d\lambda {\Bigr )}^{2}=}
{\displaystyle ={\Bigl (}{dx \over d\varphi }{\Bigr )}^{2}d\varphi ^{2}+{\Bigl (}{dx \over d\lambda }{\Bigr )}^{2}d\lambda ^{2}+2{dx \over d\varphi }{dx \over d\lambda }d\varphi d\lambda +{\Bigl (}{dy \over d\varphi }{\Bigr )}^{2}d\varphi ^{2}+{\Bigl (}{dy \over d\lambda }{\Bigr )}^{2}d\lambda ^{2}+2{dy \over d\varphi }{dy \over d\lambda }d\varphi d\lambda =}
{\displaystyle =\left[{\Bigl (}{\frac {dx}{d\varphi }}{\Bigr )}^{2}+{\Bigl (}{dy \over d\varphi }{\Bigr )}^{2}\right]d\varphi ^{2}+\left[{\Bigl (}{\frac {dx}{d\lambda }}{\Bigr )}^{2}+{\Bigl (}{dy \over d\lambda }{\Bigr )}^{2}\right]d\lambda ^{2}+2\left[{\frac {dx}{d\varphi }}{dx \over d\lambda }+{dy \over d\varphi }{dy \over d\lambda }\right]d\varphi d\lambda =}
{\displaystyle =ed\varphi ^{2}+gd\lambda ^{2}+2fd\varphi d\lambda }
I parametri {\displaystyle e}, {\displaystyle g} ed {\displaystyle f} prendono il nome di elementi fondamentali gaussiani.
Perciò sostituendo nella definizione di partenza avrò  {\displaystyle m_{L}^{2}={ed\varphi ^{2}+gd\lambda ^{2}+2fd\varphi d\lambda  \over \rho ^{2}d\varphi ^{2}+r^{2}d\lambda ^{2}}}
Però nota la tangente della direzione per cui si vuole calcolare il modulo di deformazione:  {\displaystyle \tan \alpha _{E}={rd\lambda  \over \rho d\varphi }\Longrightarrow \tan \alpha _{E}^{2}={r^{2}d\lambda ^{2} \over \rho ^{2}d\varphi ^{2}}\Longrightarrow {\rho ^{2} \over r^{2}}\tan ^{2}\alpha _{E}={d\lambda ^{2} \over d\varphi ^{2}}\Longrightarrow \rho ^{2}\tan ^{2}\alpha _{E}d\varphi ^{2}=r^{2}d\lambda ^{2}}

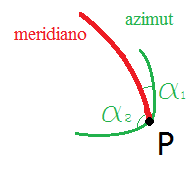
Dipendenza del modulo di deformazione lineare dall'azimut

Si può sostituire {\displaystyle r^{2}d\lambda ^{2}} in {\displaystyle m_{L}^{2}} ottenendo {\displaystyle m_{L}^{2}={ed\varphi ^{2}+gd\lambda ^{2}+2fd\varphi d\lambda  \over \rho ^{2}d\varphi ^{2}+\rho ^{2}\tan ^{2}\alpha _{E}d\varphi ^{2}}}
e sostituendo {\displaystyle d\lambda } a numeratore {\displaystyle m_{L}^{2}={ed\varphi ^{2}+g{\rho ^{2} \over r^{2}}\tan ^{2}\alpha _{E}d\varphi ^{2}+2f{\rho  \over r}\tan \alpha _{E}d\varphi ^{2} \over \rho ^{2}(1+\tan ^{2}\alpha _{E})d\varphi ^{2}}}
{\displaystyle ={{\Bigl (}e+g{\rho ^{2} \over r^{2}}\tan ^{2}\alpha _{E}+2f{\rho  \over r}\tan \alpha _{E}{\Bigr )}d\varphi ^{2} \over \rho ^{2}(1+\tan ^{2}\alpha _{E})d\varphi ^{2}}}
Semplificando {\displaystyle d\varphi ^{2}} trovo che il valore del modulo di deformazione lineare è uguale a:
{\displaystyle m_{L}={\sqrt {e+g{\rho ^{2} \over r^{2}}\tan ^{2}\alpha _{E}+2f{\rho  \over r}\tan \alpha _{E} \over \rho ^{2}(1+\tan ^{2}\alpha _{E})}}}
Come si può notare dalla formula finale, il valore di {\displaystyle m_{L}} dipende da due parametri differenti:
- dalla posizione del punto sull'Ellissoide di riferimento {\displaystyle (\varphi ,\lambda )} e quindi  {\displaystyle (\rho ,r)}
- dalla direzione secondo la quale si è voluto ricavarlo {\displaystyle \alpha _{E}}

## Esempio
Si consideri una proiezione stereografica polare, che come si vedrà serve alla rappresentazione delle calotte polari da ±80° sino ai due rispettivi poli. La proiezione è conforme e la sua equazione è la seguente:
{\displaystyle x=-2R\sin \lambda \tan(45^{\circ }-{\frac {\varphi }{2}})}
{\displaystyle y=2R\cos \lambda \tan(45^{\circ }-{\frac {\varphi }{2}})}

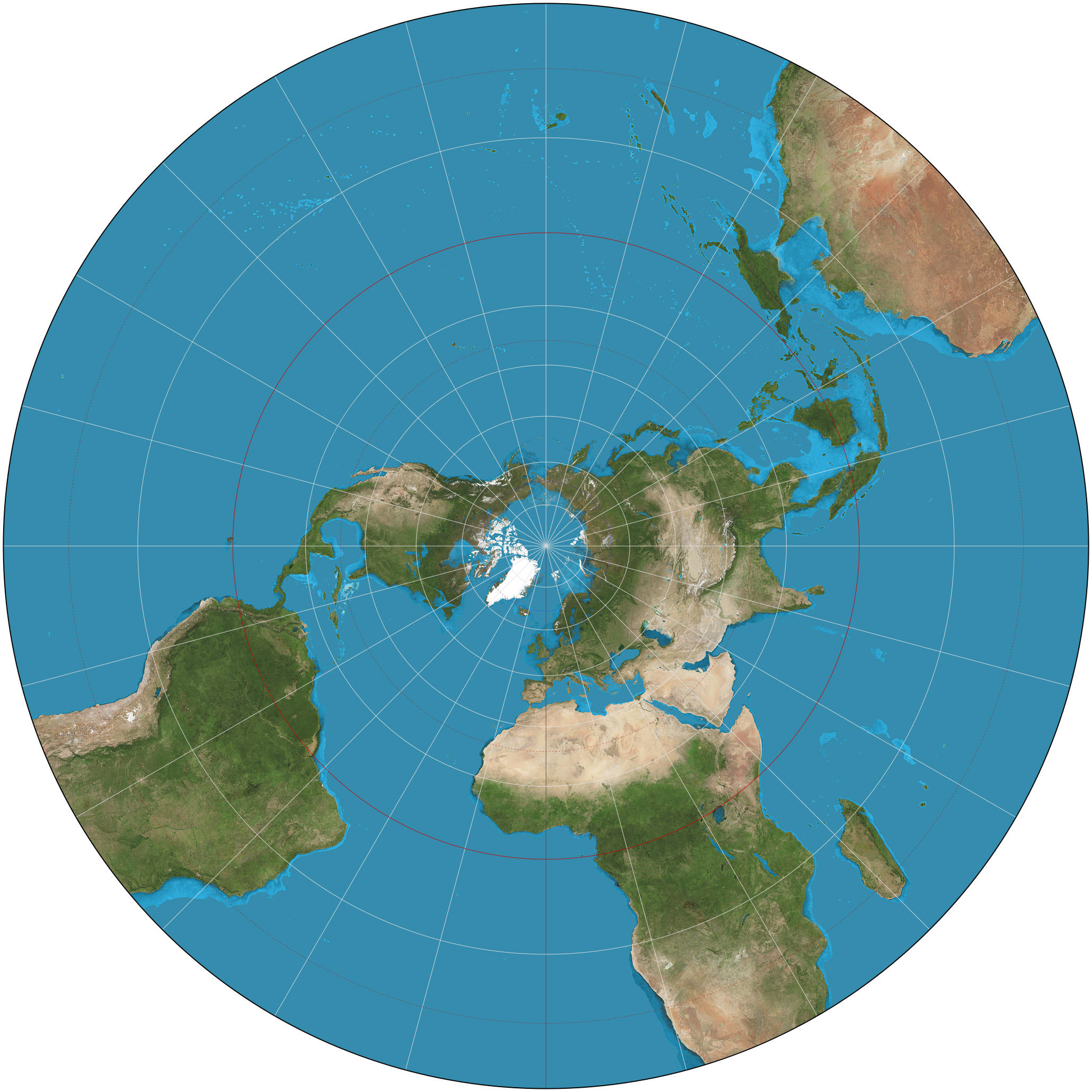
Esempio di stereografica polare

Eliminando φ dalle equazioni precedenti e dividendo membro a membro, si ottiene:
{\displaystyle x=-y\tan \lambda }   che è l'equazione di una retta e indica che i meridiani si trasformano, sul piano cartografico, in rette.
Se invece si elimina λ , si eleva al quadrato e si somma membro a membro, si ottiene:
{\displaystyle x^{2}+y^{2}=4R^{2}\tan ^{2}(45^{\circ }-{\frac {\varphi }{2}})}   che è l'equazione di un cerchio; quindi le trasformate dei paralleli sono circonferenze concentriche. In particolare, l'equatore è sulla carta una circonferenza di raggio pari a 2R; infatti il modulo di deformazione lineare è dato da:
{\displaystyle m={\frac {1}{cos^{2}(45^{\circ }-{\frac {\varphi }{2}})}}}   e come ben si vede vale 2 all'equatore (cioè per φ=0°), è invece piccolo e pari a 1,00765 per φ=80° e questa è la ragione per cui la proiezione stereografica polare è usata dal polo sino a quella latitudine.